# Élections départementales de 2021 dans l'Hérault
Les élections départementales dans l'Hérault ont lieu les 20 et 27 juin 2021.

## Contexte départemental

### Assemblée départementale sortante
Avant les élections, le conseil départemental de l'Hérault est présidé par Kléber Mesquida (PS). 
Il comprend 50 conseillers départementaux issus des 25 cantons de l'Hérault. 
| Président du conseil départemental   |       |       |      |                                 |
| Kléber Mesquida (PS)                 |       |       |      |                                 |
| Parti                                | Sigle | Sigle | Élus | Groupes                         |
| Majorité (28 sièges)                 |       |       |      |                                 |
| Parti socialiste                     |       | PS    | 21   | Majorité gauche républicaine    |
| Divers gauche                        |       | DVG   | 5    | Majorité gauche républicaine    |
| Parti communiste français            |       | PCF   | 2    | Majorité gauche républicaine    |
| Opposition (22 sièges)               |       |       |      |                                 |
| Les Républicains                     |       | LR    | 4    | Union de la droite et du centre |
| Divers droite                        |       | DVD   | 2    | Union de la droite et du centre |
| Union des démocrates et indépendants |       | UDI   | 1    | Union de la droite et du centre |
| Rassemblement national               |       | RN    | 5    | Défendre l'Hérault              |
| Divers droite                        |       | DVD   | 1    | Défendre l'Hérault              |
| La République en marche              |       | LREM  | 6    | Non-inscrits                    |
| Divers gauche                        |       | DVG   | 1    | Non-inscrits                    |
| Divers centre                        |       | DVC   | 1    | Non-inscrits                    |
| Divers droite                        |       | DVD   | 1    | Non-inscrits                    |

## Système électoral
Les élections ont lieu au scrutin majoritaire binominal à deux tours. Le système est paritaire : les candidatures sont présentées sous la forme d'un binôme composé d'une femme et d'un homme avec leurs suppléants (une femme et un homme également).
Pour être élu au premier tour, un binôme doit obtenir la majorité absolue des suffrages exprimés et un nombre de suffrages au moins égal à 25 % des électeurs inscrits. Si aucun binôme n'est élu au premier tour, seuls peuvent se présenter au second tour les binômes qui ont obtenu un nombre de suffrages au moins égal à 12,5 % des électeurs inscrits, sans possibilité pour les binômes de fusionner. Est élu au second tour le binôme qui obtient le plus grand nombre de voix.

## Résultats à l'échelle du département

### Résultats par nuances du ministère de l'Intérieur
Les nuances utilisées par le ministère de l'Intérieur ne tiennent pas compte des alliances locales.
| Binômes                  | Binômes                             | Binômes                  | Premier tour | Premier tour | Premier tour | Second tour | Second tour   | Second tour | Total | +/-           |  |
| Binômes                  | Binômes                             | Binômes                  | Voix         | %            | Sièges       | Voix        | %             | Sièges      | Total | +/-           |  |
| ------------------------ | ----------------------------------- | ------------------------ | ------------ | ------------ | ------------ | ----------- | ------------- | ----------- | ----- | ------------- |  |
|                          | Rassemblement national              | RN                       | 71 776       | 27,64        | 0            | 74 980      | 28,30         | 4           | 4     | 2             |  |
|                          | Parti socialiste                    | SOC                      | 50 899       | 19,60        | 0            | 71 137      | 26,85         | 20          | 20    | en stagnation |  |
|                          | Union à gauche avec des écologistes | UGE                      | 27 545       | 10,61        | 0            | 23 911      | 9,03          | 6           | 6     | Nv.           |  |
|                          | Divers gauche                       | DVG                      | 20 879       | 8,04         | 0            | 24 373      | 9,20          | 4           | 4     | 10            |  |
|                          | Union à gauche                      | UG                       | 15 834       | 6,10         | 0            | 6 797       | 2,57          | 2           | 2     | 2             |  |
|                          | Divers                              | DIV                      | 15 301       | 5,89         | 0            | 16 255      | 6,14          | 4           | 4     | 4             |  |
|                          | Divers centre                       | DVC                      | 11 632       | 4,48         | 0            | 15 189      | 5,73          | 4           | 4     | Nv.           |  |
|                          | Écologistes                         | ECO                      | 10 314       | 3,97         | 0            | 4 401       | 1,66          | 0           | 0     | en stagnation |  |
|                          | Divers droite                       | DVD                      | 8 384        | 3,23         | 0            | 11 053      | 4,17          | 2           | 2     | 2             |  |
|                          | Parti communiste français           | COM                      | 6 431        | 2,48         | 0            | 5 599       | 2,11          | 2           | 2     | 2             |  |
|                          | Union à droite                      | UD                       | 5 837        | 2,25         | 0            | 7 892       | 2,98          | 2           | 2     | en stagnation |  |
|                          | Droite souverainiste                | DSV                      | 2 732        | 1,05         | 0            | 3 345       | 1,26          | 0           | 0     | en stagnation |  |
|                          | La République en marche             | REM                      | 4 840        | 1,86         | 0            |             |               |             | 0     | Nv.           |  |
|                          | La France insoumise                 | FI                       | 3 728        | 1,44         | 0            | 0           | 2             |             |       |               |  |
|                          | Les Républicains                    | LR                       | 2 600        | 1,00         | 0            | 0           | 6             |             |       |               |  |
|                          | Parti radical de gauche             | RDG                      | 609          | 0,23         | 0            | 0           | en stagnation |             |       |               |  |
|                          | Extrême gauche                      | EXG                      | 375          | 0,14         | 0            | 0           | en stagnation |             |       |               |  |
|                          |                                     |                          |              |              |              |             |               |             |       |               |  |
| Suffrages exprimés       | Suffrages exprimés                  | Suffrages exprimés       | 259 710      | 95,21        |              | 264 932     | 93,12         |             |       |               |  |
| Votes blancs             | Votes blancs                        | Votes blancs             | 8 346        | 3,06         | 12 424       | 4,37        |               |             |       |               |  |
| Votes nuls               | Votes nuls                          | Votes nuls               | 4 717        | 1,73         | 7 145        | 2,51        |               |             |       |               |  |
| Total                    | Total                               | Total                    | 272 773      | 100          | 0            | 284 501     | 100           | 50          | 50    | en stagnation |  |
| Abstentions              | Abstentions                         | Abstentions              | 547 041      | 66,73        |              | 535 443     | 65,30         |             |       |               |  |
| Inscrits / participation | Inscrits / participation            | Inscrits / participation | 819 814      | 33,27        | 819 944      | 34,70       |               |             |       |               |  |

### Assemblée départementale élue
|                                      |       |       |      |                         |
| Parti                                | Sigle | Sigle | Élus | Groupes                 |
| Majorité (38 sièges)                 |       |       |      |                         |
| Parti socialiste                     |       | PS    | 24   | Solidaire et Ecologique |
| Divers gauche                        |       | DVG   | 6    | Solidaire et Ecologique |
| Europe Écologie Les Verts            |       | EÉLV  | 3    | Solidaire et Ecologique |
| Parti communiste français            |       | PCF   | 3    | Solidaire et Ecologique |
| Divers centre                        |       | DVC   | 1    | Solidaire et Ecologique |
| Sans étiquette                       |       | SE    | 1    | Solidaire et Ecologique |
| Opposition (12 sièges)               |       |       |      |                         |
| Divers droite                        |       | DVD   | 4    | Défendre l'Hérault      |
| Rassemblement national               |       | RN    | 2    | Défendre l'Hérault      |
| Divers droite                        |       | DVD   | 3    | Unis pour l'Hérault     |
| Les Républicains                     |       | LR    | 2    | Unis pour l'Hérault     |
| Union des démocrates et indépendants |       | UDI   | 1    | Unis pour l'Hérault     |
| Président du conseil départemental   |       |       |      |                         |
| Kléber Mesquida (PS)                 |       |       |      |                         |

### Élus par canton
| Canton                         | Conseiller Sortant               | Parti | Parti | Conseiller Élu                   | Parti | Parti |
| ------------------------------ | -------------------------------- | ----- | ----- | -------------------------------- | ----- | ----- |
| Agde                           | Marie-Christine Fabre de Roussac |       | LR    | Marie-Christine Fabre de Roussac |       | LR    |
| Agde                           | Sébastien Frey                   |       | UDI   | Sébastien Frey                   |       | UDI   |
| Béziers-1                      | Henri Bec                        |       | RN    | Marie Hirth                      |       | DVD   |
| Béziers-1                      | Isabelle des Garets              |       | RN    | Denis Marsala                    |       | DVD   |
| Béziers-2                      | Marie-Emmanuelle Camous          |       | DVD   | Marie-Emmanuelle Camous          |       | DVD   |
| Béziers-2                      | Jean-François Corbière           |       | RN    | Gilles Sacaze                    |       | RN    |
| Béziers-3                      | Franck Manogil                   |       | RN    | Jean-Louis Respaud               |       | DVD   |
| Béziers-3                      | Nicole Zénon                     |       | RN    | Nicole Zénon                     |       | RN    |
| Cazouls-lès-Béziers            | Catherine Reboul                 |       | PS    | Séverine Saur                    |       | PS    |
| Cazouls-lès-Béziers            | Philippe Vidal                   |       | PS    | Philippe Vidal                   |       | PS    |
| Clermont-l'Hérault             | Jean-Luc Falip                   |       | PS    | Jean-Luc Falip                   |       | PS    |
| Clermont-l'Hérault             | Marie Passieux                   |       | PS    | Marie Passieux                   |       | PS    |
| Le Crès                        | Yvon Pellet                      |       | DVG   | Yvon Pellet                      |       | DVG   |
| Le Crès                        | Claudine Vassas-Mejri            |       | PS    | Claudine Vassas-Mejri            |       | PS    |
| Frontignan                     | Pierre Bouldoire                 |       | PS    | Pierre Bouldoire                 |       | PS    |
| Frontignan                     | Sylvie Pradelle                  |       | PS    | Sylvie Pradelle                  |       | PS    |
| Gignac                         | Nicole Morere                    |       | DVG   | Nicole Morere                    |       | DVG   |
| Gignac                         | Jean-François Soto               |       | DVG   | Jean-François Soto               |       | DVG   |
| Lattes                         | Cyril Meunier                    |       | DVG   | Cyril Meunier                    |       | DVG   |
| Lattes                         | Patricia Weber                   |       | PS    | Patricia Weber                   |       | PS    |
| Lodève                         | Gaëlle Lévêque                   |       | PS    | Gaëlle Lévêque                   |       | PS    |
| Lodève                         | Jacques Rigaud                   |       | PS    | Jacques Rigaud                   |       | PS    |
| Lunel                          | Claude Barral                    |       | PS    | Jérôme Boisson                   |       | DVG   |
| Lunel                          | Bernadette Vignon                |       | DVG   | Paulette Gougeon                 |       | DVD   |
| Mauguio                        | Brice Bonnefoux                  |       | LR    | Brice Bonnefoux                  |       | LR    |
| Mauguio                        | Marie-Thérèse Bruguière          |       | LR    | Patricia Moullin-Traffort        |       | DVC   |
| Mèze                           | Audrey Imbert                    |       | PS    | Audrey Imbert                    |       | PS    |
| Mèze                           | Christophe Morgo                 |       | PS    | Christophe Morgo                 |       | PS    |
| Montpellier-1                  | Abdi El Kandoussi                |       | LREM  | Manar Bouida                     |       | PS    |
| Montpellier-1                  | Chantal Lévy-Rameau              |       | LREM  | Rachid El Moudden                |       | EÉLV  |
| Montpellier-2                  | Gabrielle Henry                  |       | PS    | Gabrielle Henry                  |       | PS    |
| Montpellier-2                  | François Lanot                   |       | PS    | Jean-Louis Gély                  |       | PS    |
| Montpellier-3                  | Michèle Dray-Fitoussi            |       | LREM  | Serge Guidez                     |       | PS    |
| Montpellier-3                  | Sauveur Tortorici                |       | LREM  | Karine Wisniewski                |       | PS    |
| Montpellier-4                  | Manare Khali                     |       | LREM  | Jean Almarcha                    |       | PS    |
| Montpellier-4                  | Philippe Sorez                   |       | LREM  | Corinne Gournay Garcia           |       | PCF   |
| Montpellier-5                  | Maud Bodkin                      |       | DVC   | Zita Chelvi-Sandin               |       | PS    |
| Montpellier-5                  | Jérémie Malek                    |       | DVG   | Sébastien Christol               |       | EÉLV  |
| Montpellier - Castelnau-le-Lez | Renaud Calvat                    |       | PS    | Renaud Calvat                    |       | PS    |
| Montpellier - Castelnau-le-Lez | Dominique Nurit                  |       | PS    | Jacqueline Markovic              |       | EÉLV  |
| Pézenas                        | Julie Garcin-Saudo               |       | PS    | Julie Garcin-Saudo               |       | PS    |
| Pézenas                        | Vincent Gaudy                    |       | PS    | Vincent Gaudy                    |       | PS    |
| Pignan                         | Anne Amiel                       |       | LR    | Michelle Cassar                  |       | DVG   |
| Pignan                         | Jacques Martinier                |       | DVD   | Jacques Martinier                |       | DVD   |
| Saint-Gély-du-Fesc             | Laurence Cristol                 |       | LR    | Laurence Cristol                 |       | LR    |
| Saint-Gély-du-Fesc             | Guillaume Fabre                  |       | DVD   | Jérôme Lopez                     |       | DVG   |
| Saint-Pons-de-Thomières        | Kléber Mesquida                  |       | PS    | Kléber Mesquida                  |       | PS    |
| Saint-Pons-de-Thomières        | Marie-Pierre Pons                |       | PS    | Marie-Pierre Pons                |       | PS    |
| Sète                           | Sébastien Andral                 |       | PCF   | Gabriel Blasco                   |       | PCF   |
| Sète                           | Véronique Calueba-Rizzolo        |       | PCF   | Véronique Calueba-Rizzolo        |       | PCF   |

## Résultats par canton
Les binômes sont présentés par ordre décroissant des résultats au premier tour. En cas de victoire au second tour du binôme arrivé en deuxième place au premier, ses résultats sont indiqués en gras. 

### Canton d'Agde
| Candidats                | Candidats                        | Partis                   | Nuance                   | Premier tour | Premier tour | Second tour | Second tour |
| Candidats                | Candidats                        | Partis                   | Nuance                   | Voix         | %            | Voix        | %           |
| ------------------------ | -------------------------------- | ------------------------ | ------------------------ | ------------ | ------------ | ----------- | ----------- |
|                          | Marie-Christine Fabre de Roussac | UDI                      | UD                       | 5 837        | 44,22        | 7 892       | 58,85       |
|                          | Sébastien Frey                   | LR                       | UD                       | 5 837        | 44,22        | 7 892       | 58,85       |
|                          | Henri Conquet                    | DVD                      | RN                       | 4 872        | 36,91        | 5 519       | 41,15       |
|                          | Fabienne Varesano                | RN                       | RN                       | 4 872        | 36,91        | 5 519       | 41,15       |
|                          | Agnès Gizard-Carlin              | EÉLV                     | UG                       | 2 492        | 18,88        |             |             |
|                          | Frédéric Markides                | PCF                      | UG                       | 2 492        | 18,88        |             |             |
|                          |                                  |                          |                          |              |              |             |             |
| Suffrages exprimés       | Suffrages exprimés               | Suffrages exprimés       | Suffrages exprimés       | 13 201       | 96,51        | 13 411      | 91,61       |
| Votes blancs             | Votes blancs                     | Votes blancs             | Votes blancs             | 253          | 1,85         | 767         | 5,24        |
| Votes nuls               | Votes nuls                       | Votes nuls               | Votes nuls               | 225          | 1,64         | 462         | 3,16        |
| Total                    | Total                            | Total                    | Total                    | 13 679       | 100          | 14 640      | 100         |
| Abstention               | Abstention                       | Abstention               | Abstention               | 28 900       | 67,87        | 27 931      | 65,61       |
| Inscrits / participation | Inscrits / participation         | Inscrits / participation | Inscrits / participation | 42 579       | 32,13        | 42 571      | 34,39       |

### Canton de Béziers-1
| Candidats                | Candidats                | Partis                   | Nuance                   | Premier tour | Premier tour | Second tour | Second tour |
| Candidats                | Candidats                | Partis                   | Nuance                   | Voix         | %            | Voix        | %           |
| ------------------------ | ------------------------ | ------------------------ | ------------------------ | ------------ | ------------ | ----------- | ----------- |
|                          | Marie Hirth              | DVD                      | DVD                      | 4 252        | 46,26        | 5 512       | 53,35       |
|                          | Denis Marsala            | DVD                      | DVD                      | 4 252        | 46,26        | 5 512       | 53,35       |
|                          | Pierre Cros              | PRG                      | DVG                      | 2 900        | 31,55        | 4 820       | 46,65       |
|                          | Florence Lacas-Hérail    | DVG                      | DVG                      | 2 900        | 31,55        | 4 820       | 46,65       |
|                          | Jean-Pierre Pérez        | PCF                      | COM                      | 1 071        | 11,65        |             |             |
|                          | Martine Souty-Couquet    | PCF                      | COM                      | 1 071        | 11,65        |             |             |
|                          | Yann Geshors             | EÉLV                     | UGE                      | 968          | 10,53        |             |             |
|                          | Chantal Lapuerta         | G.s                      | UGE                      | 968          | 10,53        |             |             |
|                          |                          |                          |                          |              |              |             |             |
| Suffrages exprimés       | Suffrages exprimés       | Suffrages exprimés       | Suffrages exprimés       | 9 191        | 94,64        | 10 332      | 94,56       |
| Votes blancs             | Votes blancs             | Votes blancs             | Votes blancs             | 378          | 3,89         | 400         | 3,66        |
| Votes nuls               | Votes nuls               | Votes nuls               | Votes nuls               | 143          | 1,47         | 194         | 1,78        |
| Total                    | Total                    | Total                    | Total                    | 9 712        | 100          | 10 926      | 100         |
| Abstention               | Abstention               | Abstention               | Abstention               | 20 099       | 67,42        | 18 890      | 63,36       |
| Inscrits / participation | Inscrits / participation | Inscrits / participation | Inscrits / participation | 29 811       | 32,58        | 29 816      | 36,64       |

### Canton de Béziers-2
| Candidats                | Candidats                | Partis                   | Nuance                   | Premier tour | Premier tour | Second tour | Second tour |
| Candidats                | Candidats                | Partis                   | Nuance                   | Voix         | %            | Voix        | %           |
| ------------------------ | ------------------------ | ------------------------ | ------------------------ | ------------ | ------------ | ----------- | ----------- |
|                          | Marie-Emmanuelle Camus   | DVD                      | RN                       | 4 086        | 63,92        | 4 770       | 67,68       |
|                          | Gilles Sacaze            | RN                       | RN                       | 4 086        | 63,92        | 4 770       | 67,68       |
|                          | Colette Ciani            | DVG                      | UGE                      | 1 192        | 18,65        | 2 278       | 32,32       |
|                          | Corentin Coko            | DVG                      | UGE                      | 1 192        | 18,65        | 2 278       | 32,32       |
|                          | Christophe Coquemont     | PS                       | UG                       | 1 114        | 17,43        |             |             |
|                          | Lida Mendy               | PCF                      | UG                       | 1 114        | 17,43        |             |             |
|                          |                          |                          |                          |              |              |             |             |
| Suffrages exprimés       | Suffrages exprimés       | Suffrages exprimés       | Suffrages exprimés       | 6 392        | 93,63        | 7 048       | 93,74       |
| Votes blancs             | Votes blancs             | Votes blancs             | Votes blancs             | 294          | 4,31         | 310         | 4,12        |
| Votes nuls               | Votes nuls               | Votes nuls               | Votes nuls               | 141          | 2,07         | 161         | 2,14        |
| Total                    | Total                    | Total                    | Total                    | 6 827        | 100          | 7 519       | 100         |
| Abstention               | Abstention               | Abstention               | Abstention               | 17 891       | 72,38        | 17 208      | 69,59       |
| Inscrits / participation | Inscrits / participation | Inscrits / participation | Inscrits / participation | 24 718       | 27,62        | 24 727      | 30,41       |

### Canton de Béziers-3
| Candidats                | Candidats                | Partis                   | Nuance                   | Premier tour | Premier tour | Second tour | Second tour |
| Candidats                | Candidats                | Partis                   | Nuance                   | Voix         | %            | Voix        | %           |
| ------------------------ | ------------------------ | ------------------------ | ------------------------ | ------------ | ------------ | ----------- | ----------- |
|                          | Jean-Louis Respaud       | DVD                      | RN                       | 5 014        | 55,20        | 6 200       | 65,24       |
|                          | Nicole Zenon             | RN                       | RN                       | 5 014        | 55,20        | 6 200       | 65,24       |
|                          | Elisabeth Manetas-Mouly  | DVG                      | DVG                      | 1 500        | 16,51        | 3 303       | 34,76       |
|                          | Claude Zemmour           | DVG                      | DVG                      | 1 500        | 16,51        | 3 303       | 34,76       |
|                          | Nicolas Cossange         | PCF                      | UG                       | 1 446        | 15,92        |             |             |
|                          | Marie La Loma            | PS                       | UG                       | 1 446        | 15,92        |             |             |
|                          | David Garcia             | LFI                      | FI                       | 1 123        | 12,36        |             |             |
|                          | Annie Salvador-Alberny   | LFI                      | FI                       | 1 123        | 12,36        |             |             |
|                          |                          |                          |                          |              |              |             |             |
| Suffrages exprimés       | Suffrages exprimés       | Suffrages exprimés       | Suffrages exprimés       | 9 083        | 93,30        | 9 503       | 90,97       |
| Votes blancs             | Votes blancs             | Votes blancs             | Votes blancs             | 470          | 4,83         | 679         | 6,50        |
| Votes nuls               | Votes nuls               | Votes nuls               | Votes nuls               | 182          | 1,87         | 264         | 2,53        |
| Total                    | Total                    | Total                    | Total                    | 9 735        | 100          | 10 446      | 100         |
| Abstention               | Abstention               | Abstention               | Abstention               | 22 100       | 69,42        | 21 406      | 67,20       |
| Inscrits / participation | Inscrits / participation | Inscrits / participation | Inscrits / participation | 31 835       | 30,58        | 31 852      | 32,80       |

### Canton de Cazouls-lès-Béziers
| Candidats                | Candidats                | Partis                   | Nuance                   | Premier tour | Premier tour | Second tour | Second tour |
| Candidats                | Candidats                | Partis                   | Nuance                   | Voix         | %            | Voix        | %           |
| ------------------------ | ------------------------ | ------------------------ | ------------------------ | ------------ | ------------ | ----------- | ----------- |
|                          | Séverine Saur            | PS                       | SOC                      | 6 462        | 55,68        | 7 756       | 63,76       |
|                          | Philippe Vidal           | PS                       | SOC                      | 6 462        | 55,68        | 7 756       | 63,76       |
|                          | Stéphanie Galzy          | RN                       | RN                       | 4 176        | 35,98        | 4 408       | 36,24       |
|                          | Gilles Parmentier        | RN                       | RN                       | 4 176        | 35,98        | 4 408       | 36,24       |
|                          | Christian Harquel        | PCF                      | COM                      | 968          | 8,34         |             |             |
|                          | Fabienne Mateu-Vialettes | PCF                      | COM                      | 968          | 8,34         |             |             |
|                          |                          |                          |                          |              |              |             |             |
| Suffrages exprimés       | Suffrages exprimés       | Suffrages exprimés       | Suffrages exprimés       | 11 606       | 95,22        | 12 164      | 95,39       |
| Votes blancs             | Votes blancs             | Votes blancs             | Votes blancs             | 333          | 2,73         | 349         | 2,74        |
| Votes nuls               | Votes nuls               | Votes nuls               | Votes nuls               | 249          | 2,04         | 239         | 1,87        |
| Total                    | Total                    | Total                    | Total                    | 12 188       | 100          | 12 752      | 100         |
| Abstention               | Abstention               | Abstention               | Abstention               | 19 883       | 62,00        | 19 327      | 60,25       |
| Inscrits / participation | Inscrits / participation | Inscrits / participation | Inscrits / participation | 32 071       | 38,00        | 32 079      | 39,75       |

### Canton de Clermont-l'Hérault
| Candidats                | Candidats                | Partis                   | Nuance                   | Premier tour | Premier tour | Second tour | Second tour |
| Candidats                | Candidats                | Partis                   | Nuance                   | Voix         | %            | Voix        | %           |
| ------------------------ | ------------------------ | ------------------------ | ------------------------ | ------------ | ------------ | ----------- | ----------- |
|                          | Jean-Luc Falip           | PS                       | SOC                      | 4 837        | 43,27        | 7 615       | 67,62       |
|                          | Marie Passieux           | PS                       | SOC                      | 4 837        | 43,27        | 7 615       | 67,62       |
|                          | Laurent Claisse          | RN                       | RN                       | 2 990        | 26,75        | 3 647       | 32,38       |
|                          | Laurence Delacour        | RN                       | RN                       | 2 990        | 26,75        | 3 647       | 32,38       |
|                          | Mathieu Bouchard         | EÉLV                     | ECO                      | 1 681        | 15,04        |             |             |
|                          | Rosemay Crémieux         | EÉLV                     | ECO                      | 1 681        | 15,04        |             |             |
|                          | Florence Causse          | Agir                     | DVC                      | 1 671        | 14,95        |             |             |
|                          | Philippe Huppé           | LREM                     | DVC                      | 1 671        | 14,95        |             |             |
|                          |                          |                          |                          |              |              |             |             |
| Suffrages exprimés       | Suffrages exprimés       | Suffrages exprimés       | Suffrages exprimés       | 11 179       | 94,89        | 11 262      | 92,65       |
| Votes blancs             | Votes blancs             | Votes blancs             | Votes blancs             | 377          | 3,20         | 593         | 4,88        |
| Votes nuls               | Votes nuls               | Votes nuls               | Votes nuls               | 225          | 1,91         | 300         | 2,47        |
| Total                    | Total                    | Total                    | Total                    | 11 781       | 100          | 12 155      | 100         |
| Abstention               | Abstention               | Abstention               | Abstention               | 21 741       | 64,86        | 21 367      | 63,74       |
| Inscrits / participation | Inscrits / participation | Inscrits / participation | Inscrits / participation | 33 522       | 35,14        | 33 522      | 36,26       |

### Canton du Crès
| Candidats                | Candidats                | Partis                   | Nuance                   | Premier tour | Premier tour | Second tour | Second tour |
| Candidats                | Candidats                | Partis                   | Nuance                   | Voix         | %            | Voix        | %           |
| ------------------------ | ------------------------ | ------------------------ | ------------------------ | ------------ | ------------ | ----------- | ----------- |
|                          | Yvon Pellet              | DVG                      | SOC                      | 6 338        | 54,33        | 8 469       | 71,02       |
|                          | Claudine Vassas-Mejri    | PS                       | SOC                      | 6 338        | 54,33        | 8 469       | 71,02       |
|                          | Claude Chabert           | RN                       | RN                       | 3 308        | 28,36        | 3 455       | 28,98       |
|                          | Lauriane Troise          | RN                       | RN                       | 3 308        | 28,36        | 3 455       | 28,98       |
|                          | Audrey Bramy             | DVG                      | UGE                      | 2 019        | 17,31        |             |             |
|                          | Raphaël Valette          | EÉLV                     | UGE                      | 2 019        | 17,31        |             |             |
|                          |                          |                          |                          |              |              |             |             |
| Suffrages exprimés       | Suffrages exprimés       | Suffrages exprimés       | Suffrages exprimés       | 11 665       | 95,39        | 11 924      | 95,45       |
| Votes blancs             | Votes blancs             | Votes blancs             | Votes blancs             | 360          | 2,94         | 334         | 2,67        |
| Votes nuls               | Votes nuls               | Votes nuls               | Votes nuls               | 204          | 1,67         | 234         | 1,87        |
| Total                    | Total                    | Total                    | Total                    | 12 229       | 100          | 12 492      | 100         |
| Abstention               | Abstention               | Abstention               | Abstention               | 23 485       | 65,76        | 23 231      | 65,03       |
| Inscrits / participation | Inscrits / participation | Inscrits / participation | Inscrits / participation | 35 714       | 34,24        | 35 723      | 34,97       |

### Canton de Frontignan
| Candidats                | Candidats                | Partis                   | Nuance                   | Premier tour | Premier tour | Second tour | Second tour |
| Candidats                | Candidats                | Partis                   | Nuance                   | Voix         | %            | Voix        | %           |
| ------------------------ | ------------------------ | ------------------------ | ------------------------ | ------------ | ------------ | ----------- | ----------- |
|                          | Pierre Bouldoire         | PS                       | SOC                      | 4 937        | 43,36        | 6 689       | 55,71       |
|                          | Sylvie Pradeille         | PS                       | SOC                      | 4 937        | 43,36        | 6 689       | 55,71       |
|                          | Patricia Andrieu         | LDP                      | RN                       | 4 205        | 36,93        | 5 318       | 44,29       |
|                          | Gérard Prato             | RN                       | RN                       | 4 205        | 36,93        | 5 318       | 44,29       |
|                          | Marcel Stoecklin         | DVC                      | DVC                      | 1 160        | 10,19        |             |             |
|                          | Danièle Varo             | DVC                      | DVC                      | 1 160        | 10,19        |             |             |
|                          | Robert André             | LR                       | DVD                      | 1 085        | 9,53         |             |             |
|                          | Marie-France Britto      | LMR                      | DVD                      | 1 085        | 9,53         |             |             |
|                          |                          |                          |                          |              |              |             |             |
| Suffrages exprimés       | Suffrages exprimés       | Suffrages exprimés       | Suffrages exprimés       | 11 387       | 96,12        | 12 007      | 94,98       |
| Votes blancs             | Votes blancs             | Votes blancs             | Votes blancs             | 268          | 2,26         | 359         | 2,84        |
| Votes nuls               | Votes nuls               | Votes nuls               | Votes nuls               | 192          | 1,62         | 276         | 2,18        |
| Total                    | Total                    | Total                    | Total                    | 11 847       | 100          | 12 642      | 100         |
| Abstention               | Abstention               | Abstention               | Abstention               | 25 157       | 67,98        | 24 370      | 65,84       |
| Inscrits / participation | Inscrits / participation | Inscrits / participation | Inscrits / participation | 37 004       | 32,02        | 37 012      | 34,16       |

### Canton de Gignac
| Candidats                | Candidats                | Partis                   | Nuance                   | Premier tour | Premier tour | Second tour | Second tour |
| Candidats                | Candidats                | Partis                   | Nuance                   | Voix         | %            | Voix        | %           |
| ------------------------ | ------------------------ | ------------------------ | ------------------------ | ------------ | ------------ | ----------- | ----------- |
|                          | Nicole Morere            | DVG                      | DVG                      | 5 422        | 50,80        | 7 439       | 69,73       |
|                          | Jean-François Soto       | DVG                      | DVG                      | 5 422        | 50,80        | 7 439       | 69,73       |
|                          | Martine Herbaut          | RN                       | RN                       | 3 202        | 30,00        | 3 229       | 30,27       |
|                          | Loïc Teyssier            | RN                       | RN                       | 3 202        | 30,00        | 3 229       | 30,27       |
|                          | Nordine Maktoubi         | EÉLV                     | UGE                      | 2 050        | 19,21        |             |             |
|                          | Delphine Petit           | LFI                      | UGE                      | 2 050        | 19,21        |             |             |
|                          |                          |                          |                          |              |              |             |             |
| Suffrages exprimés       | Suffrages exprimés       | Suffrages exprimés       | Suffrages exprimés       | 10 674       | 95,38        | 10 668      | 94,64       |
| Votes blancs             | Votes blancs             | Votes blancs             | Votes blancs             | 362          | 3,23         | 368         | 3,26        |
| Votes nuls               | Votes nuls               | Votes nuls               | Votes nuls               | 155          | 1,39         | 236         | 2,09        |
| Total                    | Total                    | Total                    | Total                    | 11 191       | 100          | 11 272      | 100         |
| Abstention               | Abstention               | Abstention               | Abstention               | 19 350       | 63,36        | 19 274      | 63,10       |
| Inscrits / participation | Inscrits / participation | Inscrits / participation | Inscrits / participation | 30 541       | 36,64        | 30 546      | 36,90       |

### Canton de Lattes
| Candidats                | Candidats                | Partis                   | Nuance                   | Premier tour | Premier tour | Second tour | Second tour |
| Candidats                | Candidats                | Partis                   | Nuance                   | Voix         | %            | Voix        | %           |
| ------------------------ | ------------------------ | ------------------------ | ------------------------ | ------------ | ------------ | ----------- | ----------- |
|                          | Cyril Meunier            | DVG                      | DVG                      | 5 063        | 38,80        | 8 811       | 65,51       |
|                          | Patricia Weber           | PS                       | DVG                      | 5 063        | 38,80        | 8 811       | 65,51       |
|                          | Sylviane Lecoq           | RN                       | RN                       | 4 114        | 31,52        | 4 639       | 34,49       |
|                          | Stéphane Vincent         | RN                       | RN                       | 4 114        | 31,52        | 4 639       | 34,49       |
|                          | Stéphane Claude Herb     | EÉLV                     | ECO                      | 2 278        | 17,46        |             |             |
|                          | Cathy Prost              | EÉLV                     | ECO                      | 2 278        | 17,46        |             |             |
|                          | Arnaud Knobloch          | LREM                     | REM                      | 1 595        | 12,22        |             |             |
|                          | Emmanuelle Mysona        | LREM                     | REM                      | 1 595        | 12,22        |             |             |
|                          |                          |                          |                          |              |              |             |             |
| Suffrages exprimés       | Suffrages exprimés       | Suffrages exprimés       | Suffrages exprimés       | 13 050       | 96,58        | 13 450      | 95,05       |
| Votes blancs             | Votes blancs             | Votes blancs             | Votes blancs             | 295          | 2,18         | 409         | 2,89        |
| Votes nuls               | Votes nuls               | Votes nuls               | Votes nuls               | 167          | 1,24         | 292         | 2,06        |
| Total                    | Total                    | Total                    | Total                    | 13 512       | 100          | 14 151      | 100         |
| Abstention               | Abstention               | Abstention               | Abstention               | 26 993       | 66,64        | 26 357      | 65,07       |
| Inscrits / participation | Inscrits / participation | Inscrits / participation | Inscrits / participation | 40 505       | 33,36        | 40 508      | 34,93       |

### Canton de Lodève
| Candidats                | Candidats                | Partis                   | Nuance                   | Premier tour | Premier tour | Second tour | Second tour |
| Candidats                | Candidats                | Partis                   | Nuance                   | Voix         | %            | Voix        | %           |
| ------------------------ | ------------------------ | ------------------------ | ------------------------ | ------------ | ------------ | ----------- | ----------- |
|                          | Gaëlle Lévêque           | PS                       | SOC                      | 5 211        | 48,80        | 7 873       | 71,84       |
|                          | Jacques Rigaud           | PS                       | SOC                      | 5 211        | 48,80        | 7 873       | 71,84       |
|                          | Patricia Fauquier        | RN                       | RN                       | 2 681        | 25,11        | 3 086       | 28,16       |
|                          | Chris-Valery Leynaud     | RN                       | RN                       | 2 681        | 25,11        | 3 086       | 28,16       |
|                          | Julia Mignacca           | EÉLV                     | UGE                      | 2 273        | 21,29        |             |             |
|                          | Sébastien Rome           | GRS                      | UGE                      | 2 273        | 21,29        |             |             |
|                          | Anne Gautier             | PCF                      | COM                      | 513          | 4,80         |             |             |
|                          | Florian Vire             | PCF                      | COM                      | 513          | 4,80         |             |             |
|                          |                          |                          |                          |              |              |             |             |
| Suffrages exprimés       | Suffrages exprimés       | Suffrages exprimés       | Suffrages exprimés       | 10 678       | 94,48        | 10 959      | 93,13       |
| Votes blancs             | Votes blancs             | Votes blancs             | Votes blancs             | 389          | 3,44         | 519         | 4,41        |
| Votes nuls               | Votes nuls               | Votes nuls               | Votes nuls               | 235          | 2,08         | 290         | 2,46        |
| Total                    | Total                    | Total                    | Total                    | 11 302       | 100          | 11 768      | 100         |
| Abstention               | Abstention               | Abstention               | Abstention               | 17 294       | 60,48        | 16 833      | 58,85       |
| Inscrits / participation | Inscrits / participation | Inscrits / participation | Inscrits / participation | 28 596       | 39,52        | 28 601      | 41,15       |

### Canton de Lunel
| Candidats                | Candidats                | Partis                   | Nuance                   | Premier tour | Premier tour | Second tour | Second tour |
| Candidats                | Candidats                | Partis                   | Nuance                   | Voix         | %            | Voix        | %           |
| ------------------------ | ------------------------ | ------------------------ | ------------------------ | ------------ | ------------ | ----------- | ----------- |
|                          | Jérôme Boisson           | DVG                      | DIV                      | 3 786        | 35,91        | 7 164       | 64,10       |
|                          | Paulette Goujeon         | DVD                      | DIV                      | 3 786        | 35,91        | 7 164       | 64,10       |
|                          | Isabelle Buffet          | RN                       | RN                       | 3 624        | 34,38        | 4 013       | 35,90       |
|                          | Guillaume Vouzellaud     | RN                       | RN                       | 3 624        | 34,38        | 4 013       | 35,90       |
|                          | Véronique Adell          | PS                       | UG                       | 2 384        | 22,61        |             |             |
|                          | Rémi Serveau             | EÉLV                     | UG                       | 2 384        | 22,61        |             |             |
|                          | Patrick Cusy             | DVD                      | DIV                      | 748          | 7,10         |             |             |
|                          | Agnès Vigoureux          | DVD                      | DIV                      | 748          | 7,10         |             |             |
|                          |                          |                          |                          |              |              |             |             |
| Suffrages exprimés       | Suffrages exprimés       | Suffrages exprimés       | Suffrages exprimés       | 10 542       | 95,68        | 11 177      | 95,15       |
| Votes blancs             | Votes blancs             | Votes blancs             | Votes blancs             | 301          | 2,73         | 353         | 3,01        |
| Votes nuls               | Votes nuls               | Votes nuls               | Votes nuls               | 175          | 1,59         | 217         | 1,85        |
| Total                    | Total                    | Total                    | Total                    | 11 018       | 100          | 11 747      | 100         |
| Abstention               | Abstention               | Abstention               | Abstention               | 25 201       | 69,58        | 24 481      | 67,57       |
| Inscrits / participation | Inscrits / participation | Inscrits / participation | Inscrits / participation | 36 219       | 30,42        | 36 228      | 32,43       |

### Canton de Mauguio
| Candidats                | Candidats                 | Partis                   | Nuance                   | Premier tour | Premier tour | Second tour | Second tour |
| Candidats                | Candidats                 | Partis                   | Nuance                   | Voix         | %            | Voix        | %           |
| ------------------------ | ------------------------- | ------------------------ | ------------------------ | ------------ | ------------ | ----------- | ----------- |
|                          | Laurence Cavaillez        | RN                       | RN                       | 4 620        | 36,92        | 5 269       | 40,40       |
|                          | Stéphane Vincent          | RN                       | RN                       | 4 620        | 36,92        | 5 269       | 40,40       |
|                          | Brice Bonnefoux           | LR                       | DVC                      | 4 016        | 32,09        | 7 772       | 59,60       |
|                          | Patricia Moullin-Traffort | DVC                      | DVC                      | 4 016        | 32,09        | 7 772       | 59,60       |
|                          | Bertrand Coisne           | DVG                      | DVG                      | 2 839        | 22,69        |             |             |
|                          | Véronique Delort          | DVG                      | DVG                      | 2 839        | 22,69        |             |             |
|                          | Virginie Rage Andrieu     | SE                       | DIV                      | 1 038        | 8,30         |             |             |
|                          | Christian Robert          | SE                       | DIV                      | 1 038        | 8,30         |             |             |
|                          |                           |                          |                          |              |              |             |             |
| Suffrages exprimés       | Suffrages exprimés        | Suffrages exprimés       | Suffrages exprimés       | 12 513       | 94,59        | 13 041      | 92,24       |
| Votes blancs             | Votes blancs              | Votes blancs             | Votes blancs             | 211          | 4,01         | 531         | 5,46        |
| Votes nuls               | Votes nuls                | Votes nuls               | Votes nuls               | 185          | 1,40         | 325         | 2,30        |
| Total                    | Total                     | Total                    | Total                    | 13 229       | 100          | 14 138      | 100         |
| Abstention               | Abstention                | Abstention               | Abstention               | 26 808       | 66,96        | 25 893      | 64,68       |
| Inscrits / participation | Inscrits / participation  | Inscrits / participation | Inscrits / participation | 40 037       | 33,04        | 40 031      | 35,32       |

### Canton de Mèze
| Candidats                | Candidats                | Partis                   | Nuance                   | Premier tour | Premier tour | Second tour | Second tour |
| Candidats                | Candidats                | Partis                   | Nuance                   | Voix         | %            | Voix        | %           |
| ------------------------ | ------------------------ | ------------------------ | ------------------------ | ------------ | ------------ | ----------- | ----------- |
|                          | Audrey Imbert            | PS                       | SOC                      | 3 644        | 58,55        | 7 920       | 69,48       |
|                          | Christophe Morgo         | PS                       | SOC                      | 3 644        | 58,55        | 7 920       | 69,48       |
|                          | Cédric Delapierre        | LDP                      | RN                       | 1 850        | 29,72        | 3 479       | 30,52       |
|                          | Laëtitia Teyssot         | RN                       | RN                       | 1 850        | 29,72        | 3 479       | 30,52       |
|                          | Jacques Adgé             | DVG                      | DVG                      | 730          | 11,73        |             |             |
|                          | Karine Caussel           | DVG                      | DVG                      | 730          | 11,73        |             |             |
|                          |                          |                          |                          |              |              |             |             |
| Suffrages exprimés       | Suffrages exprimés       | Suffrages exprimés       | Suffrages exprimés       | 10 853       | 95,30        | 11 399      | 96,03       |
| Votes blancs             | Votes blancs             | Votes blancs             | Votes blancs             | 311          | 2,73         | 269         | 2,27        |
| Votes nuls               | Votes nuls               | Votes nuls               | Votes nuls               | 224          | 1,97         | 202         | 1,70        |
| Total                    | Total                    | Total                    | Total                    | 11 388       | 100          | 11 870      | 100         |
| Abstention               | Abstention               | Abstention               | Abstention               | 20 588       | 64,39        | 20 106      | 62,88       |
| Inscrits / participation | Inscrits / participation | Inscrits / participation | Inscrits / participation | 31 976       | 35,61        | 31 976      | 37,12       |

### Canton de Montpellier-1
| Candidats                | Candidats                 | Partis                   | Nuance                   | Premier tour | Premier tour | Second tour | Second tour |
| Candidats                | Candidats                 | Partis                   | Nuance                   | Voix         | %            | Voix        | %           |
| ------------------------ | ------------------------- | ------------------------ | ------------------------ | ------------ | ------------ | ----------- | ----------- |
|                          | Manar Bouida              | PS                       | UGE                      | 1 777        | 30,03        | 4 011       | 70,32       |
|                          | Rachid El Moudden         | EÉLV                     | UGE                      | 1 777        | 30,03        | 4 011       | 70,32       |
|                          | Jocelyne Lacaze           | RN                       | RN                       | 1 316        | 22,24        | 1 693       | 29,68       |
|                          | Charles Mench             | LAF                      | RN                       | 1 316        | 22,24        | 1 693       | 29,68       |
|                          | Mahfoud Benali            | LREM                     | REM                      | 1 210        | 20,45        |             |             |
|                          | Hélène Qvistgaard         | DVG                      | REM                      | 1 210        | 20,45        |             |             |
|                          | Mohamed Mebrouk           | EÉLV                     | UGE                      | 1 025        | 17,32        |             |             |
|                          | Nathalie Oziol            | LFI                      | UGE                      | 1 025        | 17,32        |             |             |
|                          | Christelle Arnaud-Bougrab | SE                       | DIV                      | 386          | 6,52         |             |             |
|                          | Adile Naciri              | SE                       | DIV                      | 386          | 6,52         |             |             |
|                          | Denis Agret               | SE                       | DIV                      | 204          | 3,45         |             |             |
|                          | Karima Taibi              | SE                       | DIV                      | 204          | 3,45         |             |             |
|                          |                           |                          |                          |              |              |             |             |
| Suffrages exprimés       | Suffrages exprimés        | Suffrages exprimés       | Suffrages exprimés       | 5 918        | 93,70        | 5 704       | 90,76       |
| Votes blancs             | Votes blancs              | Votes blancs             | Votes blancs             | 267          | 4,23         | 401         | 6,38        |
| Votes nuls               | Votes nuls                | Votes nuls               | Votes nuls               | 131          | 2,07         | 180         | 2,86        |
| Total                    | Total                     | Total                    | Total                    | 6 316        | 100          | 6 285       | 100         |
| Abstention               | Abstention                | Abstention               | Abstention               | 20 868       | 76,77        | 20 910      | 76,89       |
| Inscrits / participation | Inscrits / participation  | Inscrits / participation | Inscrits / participation | 27 184       | 23,23        | 27 195      | 23,11       |

### Canton de Montpellier-2
| Candidats                | Candidats                | Partis                   | Nuance                   | Premier tour | Premier tour | Second tour | Second tour |
| Candidats                | Candidats                | Partis                   | Nuance                   | Voix         | %            | Voix        | %           |
| ------------------------ | ------------------------ | ------------------------ | ------------------------ | ------------ | ------------ | ----------- | ----------- |
|                          | Jean-Louis Gély          | PS                       | SOC                      | 1 873        | 37,07        | 3 856       | 76,12       |
|                          | Gabrielle Henry          | PS                       | SOC                      | 1 873        | 37,07        | 3 856       | 76,12       |
|                          | Marie-Paule Jarniac      | RN                       | RN                       | 972          | 19,24        | 1 210       | 23,88       |
|                          | Jean-Marie Moralez       | LDP                      | RN                       | 972          | 19,24        | 1 210       | 23,88       |
|                          | Marie-Noëlle Sibieude    | ÉCO                      | ECO                      | 688          | 13,68        |             |             |
|                          | Thierry Teulade          | ÉCO                      | ECO                      | 688          | 13,68        |             |             |
|                          | Boris Chenaud            | LFI                      | UG                       | 668          | 13,22        |             |             |
|                          | Adélie Di Malta          | G.s                      | UG                       | 668          | 13,22        |             |             |
|                          | Michel Bastide           | LREM                     | REM                      | 492          | 9,74         |             |             |
|                          | Laurence Gess Lladeres   | LREM                     | REM                      | 492          | 9,74         |             |             |
|                          | Anne Bolatre Villain     | SE                       | DIV                      | 160          | 3,17         |             |             |
|                          | Maxime Oudot             | SE                       | DIV                      | 160          | 3,17         |             |             |
|                          | Sabria Bouallaga         | DVG                      | ECO                      | 126          | 2,49         |             |             |
|                          | Alexis Boudaud Anduaga   | CÉ                       | ECO                      | 126          | 2,49         |             |             |
|                          | Fares Araoudiou          | SE                       | DIV                      | 73           | 1,44         |             |             |
|                          | Isabelle Gardai-Kalb     | SE                       | DIV                      | 73           | 1,44         |             |             |
|                          |                          |                          |                          |              |              |             |             |
| Suffrages exprimés       | Suffrages exprimés       | Suffrages exprimés       | Suffrages exprimés       | 5 052        | 94,24        | 5 066       | 92,33       |
| Votes blancs             | Votes blancs             | Votes blancs             | Votes blancs             | 217          | 4,05         | 284         | 5,18        |
| Votes nuls               | Votes nuls               | Votes nuls               | Votes nuls               | 92           | 1,72         | 137         | 2,50        |
| Total                    | Total                    | Total                    | Total                    | 5 361        | 100          | 5 487       | 100         |
| Abstention               | Abstention               | Abstention               | Abstention               | 14 558       | 73,09        | 14 438      | 72,46       |
| Inscrits / participation | Inscrits / participation | Inscrits / participation | Inscrits / participation | 19 919       | 26,91        | 19 925      | 27,54       |

### Canton de Montpellier-3
| Candidats                | Candidats                | Partis                   | Nuance                   | Premier tour | Premier tour | Second tour | Second tour |
| Candidats                | Candidats                | Partis                   | Nuance                   | Voix         | %            | Voix        | %           |
| ------------------------ | ------------------------ | ------------------------ | ------------------------ | ------------ | ------------ | ----------- | ----------- |
|                          | Serge Guidez             | PS                       | SOC                      | 3 252        | 35,93        | 6 523       | 74,63       |
|                          | Karine Wisniewski        | PS                       | SOC                      | 3 252        | 35,93        | 6 523       | 74,63       |
|                          | Alex Frederiksen         | RN                       | RN                       | 1 627        | 17,98        | 2 217       | 25,37       |
|                          | Flavia Mangano           | RN                       | RN                       | 1 627        | 17,98        | 2 217       | 25,37       |
|                          | Thibaut André            | EÉLV                     | ECO                      | 1 468        | 16,22        |             |             |
|                          | Sophie Fourcadier        | EÉLV                     | ECO                      | 1 468        | 16,22        |             |             |
|                          | Palmyre Pham             | SE                       | DIV                      | 1 098        | 12,13        |             |             |
|                          | Sauveur Tortorici        | DVC                      | DIV                      | 1 098        | 12,13        |             |             |
|                          | Sandra Houee             | LR                       | LR                       | 826          | 9,13         |             |             |
|                          | Benoit Lamant            | LR                       | LR                       | 826          | 9,13         |             |             |
|                          | Serge Martin             | DVG                      | RDG                      | 609          | 6,73         |             |             |
|                          | Virginie Rozière         | LRDG                     | RDG                      | 609          | 6,73         |             |             |
|                          | Brice Pedrono            | SE                       | DIV                      | 171          | 1,89         |             |             |
|                          | Stephanie Peillet        | SE                       | DIV                      | 171          | 1,89         |             |             |
|                          |                          |                          |                          |              |              |             |             |
| Suffrages exprimés       | Suffrages exprimés       | Suffrages exprimés       | Suffrages exprimés       | 9 051        | 95,98        | 8 740       | 92,84       |
| Votes blancs             | Votes blancs             | Votes blancs             | Votes blancs             | 252          | 2,67         | 475         | 5,05        |
| Votes nuls               | Votes nuls               | Votes nuls               | Votes nuls               | 127          | 1,35         | 199         | 2,11        |
| Total                    | Total                    | Total                    | Total                    | 9 430        | 100          | 9 414       | 100         |
| Abstention               | Abstention               | Abstention               | Abstention               | 21 991       | 69,99        | 22 014      | 70,05       |
| Inscrits / participation | Inscrits / participation | Inscrits / participation | Inscrits / participation | 31 421       | 30,01        | 31 428      | 29,95       |

### Canton de Montpellier-4
| Candidats                | Candidats                | Partis                   | Nuance                   | Premier tour | Premier tour | Second tour | Second tour |
| Candidats                | Candidats                | Partis                   | Nuance                   | Voix         | %            | Voix        | %           |
| ------------------------ | ------------------------ | ------------------------ | ------------------------ | ------------ | ------------ | ----------- | ----------- |
|                          | Jean Almarcha            | PS                       | UG                       | 3 438        | 35,97        | 6 797       | 69,93       |
|                          | Corinne Gournay Garcia   | PCF                      | UG                       | 3 438        | 35,97        | 6 797       | 69,93       |
|                          | Dylan Cauvin             | RN                       | RN                       | 2 217        | 23,20        | 2 923       | 30,07       |
|                          | France Jamet             | RN                       | RN                       | 2 217        | 23,20        | 2 923       | 30,07       |
|                          | Gemel Bensaïd            | LFI                      | UGE                      | 1 393        | 14,58        |             |             |
|                          | Yona Naili               | EÉLV                     | UGE                      | 1 393        | 14,58        |             |             |
|                          | Manare Khali             | DVG                      | DVG                      | 962          | 10,07        |             |             |
|                          | Philippe Sorez           | DVG                      | DVG                      | 962          | 10,07        |             |             |
|                          | Sylvain Baumlin          | LR                       | LR                       | 883          | 9,24         |             |             |
|                          | Charlotte Scalabrini     | LR                       | LR                       | 883          | 9,24         |             |             |
|                          | Frédéric Bouchet         | ÉCO                      | ECO                      | 254          | 2,66         |             |             |
|                          | Flora Sallembien         | ÉCO                      | ECO                      | 254          | 2,66         |             |             |
|                          | Emmanuel Lastenouse      | SE                       | DIV                      | 240          | 2,51         |             |             |
|                          | Mathilde Louis           | SE                       | DIV                      | 240          | 2,51         |             |             |
|                          | Laurence Duverger        | POID                     | EXG                      | 170          | 1,78         |             |             |
|                          | Didier Schein            | POID                     | EXG                      | 170          | 1,78         |             |             |
|                          |                          |                          |                          |              |              |             |             |
| Suffrages exprimés       | Suffrages exprimés       | Suffrages exprimés       | Suffrages exprimés       | 9 557        | 95,12        | 9 720       | 93,18       |
| Votes blancs             | Votes blancs             | Votes blancs             | Votes blancs             | 322          | 3,20         | 465         | 4,46        |
| Votes nuls               | Votes nuls               | Votes nuls               | Votes nuls               | 168          | 1,67         | 246         | 2,36        |
| Total                    | Total                    | Total                    | Total                    | 10 047       | 100          | 10 431      | 100         |
| Abstention               | Abstention               | Abstention               | Abstention               | 27 196       | 73,02        | 26 824      | 72,00       |
| Inscrits / participation | Inscrits / participation | Inscrits / participation | Inscrits / participation | 37 243       | 26,98        | 37 255      | 28,00       |

### Canton de Montpellier-5
| Candidats                | Candidats                | Partis                   | Nuance                   | Premier tour | Premier tour | Second tour | Second tour |
| Candidats                | Candidats                | Partis                   | Nuance                   | Voix         | %            | Voix        | %           |
| ------------------------ | ------------------------ | ------------------------ | ------------------------ | ------------ | ------------ | ----------- | ----------- |
|                          | Zita Chelvi-Sandin       | PS                       | UGE                      | 3 863        | 42,87        | 5 410       | 72,33       |
|                          | Sébastien Cristol        | EÉLV                     | UGE                      | 3 863        | 42,87        | 5 410       | 72,33       |
|                          | M'Barka Boualleg         | EÉLV                     | UGE                      | 1 750        | 19,42        | 2 070       | 27,67       |
|                          | Julien Colet             | LFI                      | UGE                      | 1 750        | 19,42        | 2 070       | 27,67       |
|                          | William Amblard          | RN                       | RN                       | 1 304        | 14,47        |             |             |
|                          | Marine Morvant           | RN                       | RN                       | 1 304        | 14,47        |             |             |
|                          | Marine Anjo              | LR                       | LR                       | 891          | 9,89         |             |             |
|                          | Ambroise Belin           | LR                       | LR                       | 891          | 9,89         |             |             |
|                          | Frédéric Arene           | DVG                      | DVG                      | 709          | 7,87         |             |             |
|                          | Maud Bodkin              | DVG                      | DVG                      | 709          | 7,87         |             |             |
|                          | Bruno Roudil             | DVG                      | DVG                      | 290          | 3,22         |             |             |
|                          | Brigitte Roussel-Galiana | DVG                      | DVG                      | 290          | 3,22         |             |             |
|                          | Jean-Paul Bideau         | SE                       | DIV                      | 203          | 2,25         |             |             |
|                          | Nora Ounnas-Leroy        | SE                       | DIV                      | 203          | 2,25         |             |             |
|                          |                          |                          |                          |              |              |             |             |
| Suffrages exprimés       | Suffrages exprimés       | Suffrages exprimés       | Suffrages exprimés       | 9 010        | 96,05        | 7 480       | 82,54       |
| Votes blancs             | Votes blancs             | Votes blancs             | Votes blancs             | 270          | 2,88         | 1 041       | 11,49       |
| Votes nuls               | Votes nuls               | Votes nuls               | Votes nuls               | 101          | 1,08         | 541         | 5,97        |
| Total                    | Total                    | Total                    | Total                    | 9 381        | 100          | 9 062       | 100         |
| Abstention               | Abstention               | Abstention               | Abstention               | 20 755       | 68,87        | 21 078      | 69,93       |
| Inscrits / participation | Inscrits / participation | Inscrits / participation | Inscrits / participation | 30 136       | 31,13        | 30 140      | 30,07       |

### Canton de Montpellier - Castelnau-le-Lez
| Candidats                | Candidats                | Partis                   | Nuance                   | Premier tour | Premier tour | Second tour | Second tour |
| Candidats                | Candidats                | Partis                   | Nuance                   | Voix         | %            | Voix        | %           |
| ------------------------ | ------------------------ | ------------------------ | ------------------------ | ------------ | ------------ | ----------- | ----------- |
|                          | Renaud Calvat            | PS                       | UGE                      | 6 006        | 45,95        | 10 142      | 75,20       |
|                          | Jacqueline Markovic      | EÉLV                     | UGE                      | 6 006        | 45,95        | 10 142      | 75,20       |
|                          | Nicolas Lauron           | DLF                      | DSV                      | 2 732        | 20,90        | 3 345       | 24,80       |
|                          | Jamila Moukrim           | DLF                      | DSV                      | 2 732        | 20,90        | 3 345       | 24,80       |
|                          | Cathy Aberdam            | DVG                      | UGE                      | 1 723        | 13,18        |             |             |
|                          | Vincent Meynier          | EÉLV                     | UGE                      | 1 723        | 13,18        |             |             |
|                          | Nelly Lacince            | LFI                      | UGE                      | 1 506        | 11,52        |             |             |
|                          | Jean Fernand Nguema      | EÉLV                     | UGE                      | 1 506        | 11,52        |             |             |
|                          | Sandrine Cadilhac        | SE                       | DIV                      | 900          | 6,88         |             |             |
|                          | Jacques Fouilhé          | SE                       | DIV                      | 900          | 6,88         |             |             |
|                          | Claire Dreidemy          | POID                     | EXG                      | 205          | 1,57         |             |             |
|                          | Alain Visseq             | POID                     | EXG                      | 205          | 1,57         |             |             |
|                          |                          |                          |                          |              |              |             |             |
| Suffrages exprimés       | Suffrages exprimés       | Suffrages exprimés       | Suffrages exprimés       | 13 072       | 93,12        | 13 487      | 93,34       |
| Votes blancs             | Votes blancs             | Votes blancs             | Votes blancs             | 677          | 4,82         | 679         | 4,70        |
| Votes nuls               | Votes nuls               | Votes nuls               | Votes nuls               | 289          | 2,06         | 284         | 1,97        |
| Total                    | Total                    | Total                    | Total                    | 14 038       | 100          | 14 450      | 100         |
| Abstention               | Abstention               | Abstention               | Abstention               | 26 988       | 65,78        | 26 578      | 64,78       |
| Inscrits / participation | Inscrits / participation | Inscrits / participation | Inscrits / participation | 41 026       | 34,22        | 41 028      | 35,22       |

### Canton de Pézenas
| Candidats                | Candidats                | Partis                   | Nuance                   | Premier tour | Premier tour | Second tour | Second tour |
| Candidats                | Candidats                | Partis                   | Nuance                   | Voix         | %            | Voix        | %           |
| ------------------------ | ------------------------ | ------------------------ | ------------------------ | ------------ | ------------ | ----------- | ----------- |
|                          | Julie Garcin Saudo       | PS                       | SOC                      | 5 163        | 52,45        | 6 612       | 65,32       |
|                          | Vincent Gaudy            | PS                       | SOC                      | 5 163        | 52,45        | 6 612       | 65,32       |
|                          | Laetitia Brun            | LAF                      | RN                       | 3 334        | 33,87        | 3 510       | 34,68       |
|                          | Bruno Lerognon           | RN                       | RN                       | 3 334        | 33,87        | 3 510       | 34,68       |
|                          | Caroline Ianelli Royo    | PCF                      | UG                       | 1 347        | 13,68        |             |             |
|                          | Jérôme Ivorra            | LFI                      | UG                       | 1 347        | 13,68        |             |             |
|                          |                          |                          |                          |              |              |             |             |
| Suffrages exprimés       | Suffrages exprimés       | Suffrages exprimés       | Suffrages exprimés       | 9 844        | 94,49        | 10 122      | 93,87       |
| Votes blancs             | Votes blancs             | Votes blancs             | Votes blancs             | 314          | 3,01         | 363         | 3,37        |
| Votes nuls               | Votes nuls               | Votes nuls               | Votes nuls               | 260          | 2,50         | 298         | 2,76        |
| Total                    | Total                    | Total                    | Total                    | 10 418       | 100          | 10 783      | 100         |
| Abstention               | Abstention               | Abstention               | Abstention               | 17 922       | 63,24        | 17 565      | 61,96       |
| Inscrits / participation | Inscrits / participation | Inscrits / participation | Inscrits / participation | 28 340       | 36,76        | 28 348      | 38,04       |

### Canton de Pignan
| Candidats                | Candidats                | Partis                   | Nuance                   | Premier tour | Premier tour | Second tour | Second tour |
| Candidats                | Candidats                | Partis                   | Nuance                   | Voix         | %            | Voix        | %           |
| ------------------------ | ------------------------ | ------------------------ | ------------------------ | ------------ | ------------ | ----------- | ----------- |
|                          | Michelle Cassar          | DVC                      | DVC                      | 4 785        | 43,91        | 7 417       | 68,69       |
|                          | Jacques Martinier        | LR                       | DVC                      | 4 785        | 43,91        | 7 417       | 68,69       |
|                          | Kadija Boulangeat        | RN                       | RN                       | 3 168        | 29,07        | 3 381       | 31,31       |
|                          | Thierry Tsagalos         | RN                       | RN                       | 3 168        | 29,07        | 3 381       | 31,31       |
|                          | Serge Desseigne          | PCF                      | UG                       | 2 945        | 27,02        |             |             |
|                          | Anne Grolleau            | EÉLV                     | UG                       | 2 945        | 27,02        |             |             |
|                          |                          |                          |                          |              |              |             |             |
| Suffrages exprimés       | Suffrages exprimés       | Suffrages exprimés       | Suffrages exprimés       | 10 898       | 95,53        | 10 798      | 92,62       |
| Votes blancs             | Votes blancs             | Votes blancs             | Votes blancs             | 318          | 2,79         | 582         | 4,99        |
| Votes nuls               | Votes nuls               | Votes nuls               | Votes nuls               | 192          | 1,68         | 279         | 2,39        |
| Total                    | Total                    | Total                    | Total                    | 11 408       | 100          | 11 659      | 100         |
| Abstention               | Abstention               | Abstention               | Abstention               | 22 195       | 66,05        | 21 943      | 65,30       |
| Inscrits / participation | Inscrits / participation | Inscrits / participation | Inscrits / participation | 33 603       | 33,95        | 33 602      | 34,70       |

### Canton de Saint-Gély-du-Fesc
| Candidats                | Candidats                | Partis                   | Nuance                   | Premier tour | Premier tour | Second tour | Second tour |
| Candidats                | Candidats                | Partis                   | Nuance                   | Voix         | %            | Voix        | %           |
| ------------------------ | ------------------------ | ------------------------ | ------------------------ | ------------ | ------------ | ----------- | ----------- |
|                          | Laurence Cristol         | LR                       | DIV                      | 6 294        | 44,71        | 9 091       | 67,38       |
|                          | Jérôme Lopez             | DVG                      | DIV                      | 6 294        | 44,71        | 9 091       | 67,38       |
|                          | Bruno Chichignoud        | EÉLV                     | ECO                      | 2 683        | 19,06        | 4 401       | 32,62       |
|                          | Gwenaëlle Guerlavais     | EÉLV                     | ECO                      | 2 683        | 19,06        | 4 401       | 32,62       |
|                          | Alexia Donadoni          | RN                       | RN                       | 2 387        | 16,96        |             |             |
|                          | Kévin Lavallée           | RN                       | RN                       | 2 387        | 16,96        |             |             |
|                          | Frédéric Bernard         | LREM                     | REM                      | 1 543        | 10,96        |             |             |
|                          | Béatrice Montel          | LREM                     | REM                      | 1 543        | 10,96        |             |             |
|                          | Isabelle Chabbert        | PCF                      | COM                      | 594          | 4,22         |             |             |
|                          | Yvan Garcia              | PCF                      | COM                      | 594          | 4,22         |             |             |
|                          | Caroline Borras          | LFI                      | FI                       | 576          | 4,09         |             |             |
|                          | Olivier Ravel            | LFI                      | FI                       | 576          | 4,09         |             |             |
|                          |                          |                          |                          |              |              |             |             |
| Suffrages exprimés       | Suffrages exprimés       | Suffrages exprimés       | Suffrages exprimés       | 14 077       | 97,13        | 13 492      | 93,65       |
| Votes blancs             | Votes blancs             | Votes blancs             | Votes blancs             | 247          | 1,70         | 567         | 3,94        |
| Votes nuls               | Votes nuls               | Votes nuls               | Votes nuls               | 169          | 1,17         | 348         | 2,42        |
| Total                    | Total                    | Total                    | Total                    | 14 493       | 100          | 14 407      | 100         |
| Abstention               | Abstention               | Abstention               | Abstention               | 21 768       | 60,03        | 21 868      | 60,28       |
| Inscrits / participation | Inscrits / participation | Inscrits / participation | Inscrits / participation | 36 261       | 39,97        | 36 275      | 39,72       |

### Canton de Saint-Pons-de-Thomières
| Candidats                | Candidats                | Partis                   | Nuance                   | Premier tour | Premier tour | Second tour | Second tour |
| Candidats                | Candidats                | Partis                   | Nuance                   | Voix         | %            | Voix        | %           |
| ------------------------ | ------------------------ | ------------------------ | ------------------------ | ------------ | ------------ | ----------- | ----------- |
|                          | Kléber Mesquida          | PS                       | SOC                      | 6 355        | 57,63        | 7 824       | 72,19       |
|                          | Marie-Pierre Pons        | PS                       | SOC                      | 6 355        | 57,63        | 7 824       | 72,19       |
|                          | Virginie Alcira          | RN                       | RN                       | 2 644        | 23,98        | 3 014       | 27,81       |
|                          | Gilles Laigre            | RN                       | RN                       | 2 644        | 23,98        | 3 014       | 27,81       |
|                          | Laurie Baron             | LFI                      | FI                       | 2 029        | 18,40        |             |             |
|                          | Pierre Polard            | LFI                      | FI                       | 2 029        | 18,40        |             |             |
|                          |                          |                          |                          |              |              |             |             |
| Suffrages exprimés       | Suffrages exprimés       | Suffrages exprimés       | Suffrages exprimés       | 11 028       | 95,35        | 10 838      | 92,55       |
| Votes blancs             | Votes blancs             | Votes blancs             | Votes blancs             | 335          | 2,90         | 516         | 4,41        |
| Votes nuls               | Votes nuls               | Votes nuls               | Votes nuls               | 203          | 1,76         | 257         | 3,05        |
| Total                    | Total                    | Total                    | Total                    | 11 566       | 100          | 11 711      | 100         |
| Abstention               | Abstention               | Abstention               | Abstention               | 15 201       | 56,79        | 15 059      | 56,25       |
| Inscrits / participation | Inscrits / participation | Inscrits / participation | Inscrits / participation | 26 767       | 43,21        | 26 770      | 43,75       |

### Canton de Sète
| Candidats                | Candidats                  | Partis                   | Nuance                   | Premier tour | Premier tour | Second tour | Second tour |
| Candidats                | Candidats                  | Partis                   | Nuance                   | Voix         | %            | Voix        | %           |
| ------------------------ | -------------------------- | ------------------------ | ------------------------ | ------------ | ------------ | ----------- | ----------- |
|                          | Gabriel Blasco             | PCF                      | COM                      | 3 285        | 32,24        | 5 599       | 50,26       |
|                          | Véronique Calueba-Rizzolo, | PCF                      | COM                      | 3 285        | 32,24        | 5 599       | 50,26       |
|                          | François Escarguel         | DVD                      | DVD                      | 3 047        | 29,90        | 5 541       | 49,74       |
|                          | Jocelyne Gizardin          | DVD                      | DVD                      | 3 047        | 29,90        | 5 541       | 49,74       |
|                          | Sonia Fraysse              | RN                       | RN                       | 2 721        | 26,71        |             |             |
|                          | Sébastien Pacull           | DVD                      | RN                       | 2 721        | 26,71        |             |             |
|                          | Josiane Amarger            | EÉLV                     | ECO                      | 1 136        | 11,15        |             |             |
|                          | Laurent Hercé              | EÉLV                     | ECO                      | 1 136        | 11,15        |             |             |
|                          |                            |                          |                          |              |              |             |             |
| Suffrages exprimés       | Suffrages exprimés         | Suffrages exprimés       | Suffrages exprimés       | 10 189       | 95,43        | 11 140      | 90,61       |
| Votes blancs             | Votes blancs               | Votes blancs             | Votes blancs             | 205          | 1,92         | 570         | 4,64        |
| Votes nuls               | Votes nuls                 | Votes nuls               | Votes nuls               | 283          | 2,65         | 584         | 4,75        |
| Total                    | Total                      | Total                    | Total                    | 10 677       | 100          | 12 294      | 100         |
| Abstention               | Abstention                 | Abstention               | Abstention               | 22 109       | 67,43        | 20 492      | 62,50       |
| Inscrits / participation | Inscrits / participation   | Inscrits / participation | Inscrits / participation | 32 786       | 32,57        | 32 786      | 37,50       |